# East London Challenger
L'East London Challenger, conosciuto anche come South African Airways Open è stato un torneo professionistico di tennis sul cemento, che faceva parte dell'ATP Challenger Tour.Si è giocato a East London in Sudafrica.

## Albo d'oro

### Singolare
| Anno       | Campione          | Finalista     | Punteggio     |
| ---------- | ----------------- | ------------- | ------------- |
| 2008       | Ivan Ljubičić     | Stefan Koubek | 7–6(2), 6–2   |
| 2007       | Mathieu Montcourt | Rik De Voest  | 5–7, 6–3, 6–2 |
| 2006- 1988 | Non disputato     | Non disputato | Non disputato |
| 1987       | Pieter Aldrich    | Mark Keil     | 6–3, 6–2      |

### Doppio
| Anno       | Campioni                     | Finalista                      | Punteggio     |
| ---------- | ---------------------------- | ------------------------------ | ------------- |
| 2008       | Jonas Björkman Kevin Ullyett | Thomas Johansson Stefan Koubek | 6–2, 6–2      |
| 2007       | Rik De Voest Dominik Meffert | Stéphane Bohli Noam Okun       | 6–4, 6–2      |
| 2006- 1988 | Non disputato                | Non disputato                  | Non disputato |
| 1987       | Luke Jensen Byron Talbot     | Stephan Medem Geoff Roper      | 6–3, 5–7, 6–4 |